# دودن

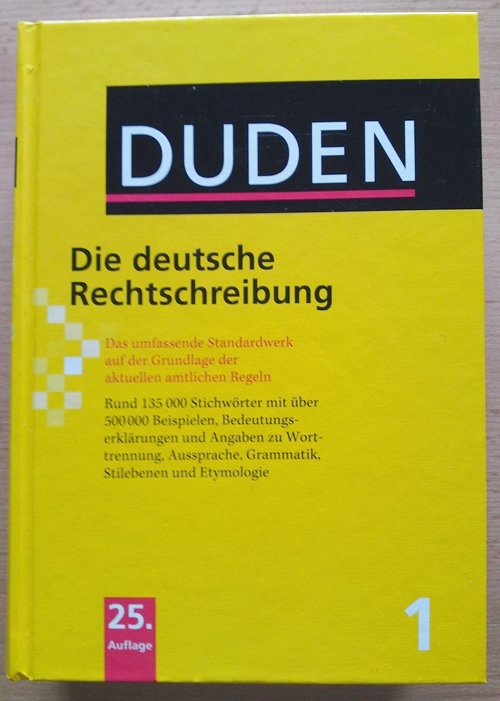
جلد یکم دودن، چاپ بیست و پنجم

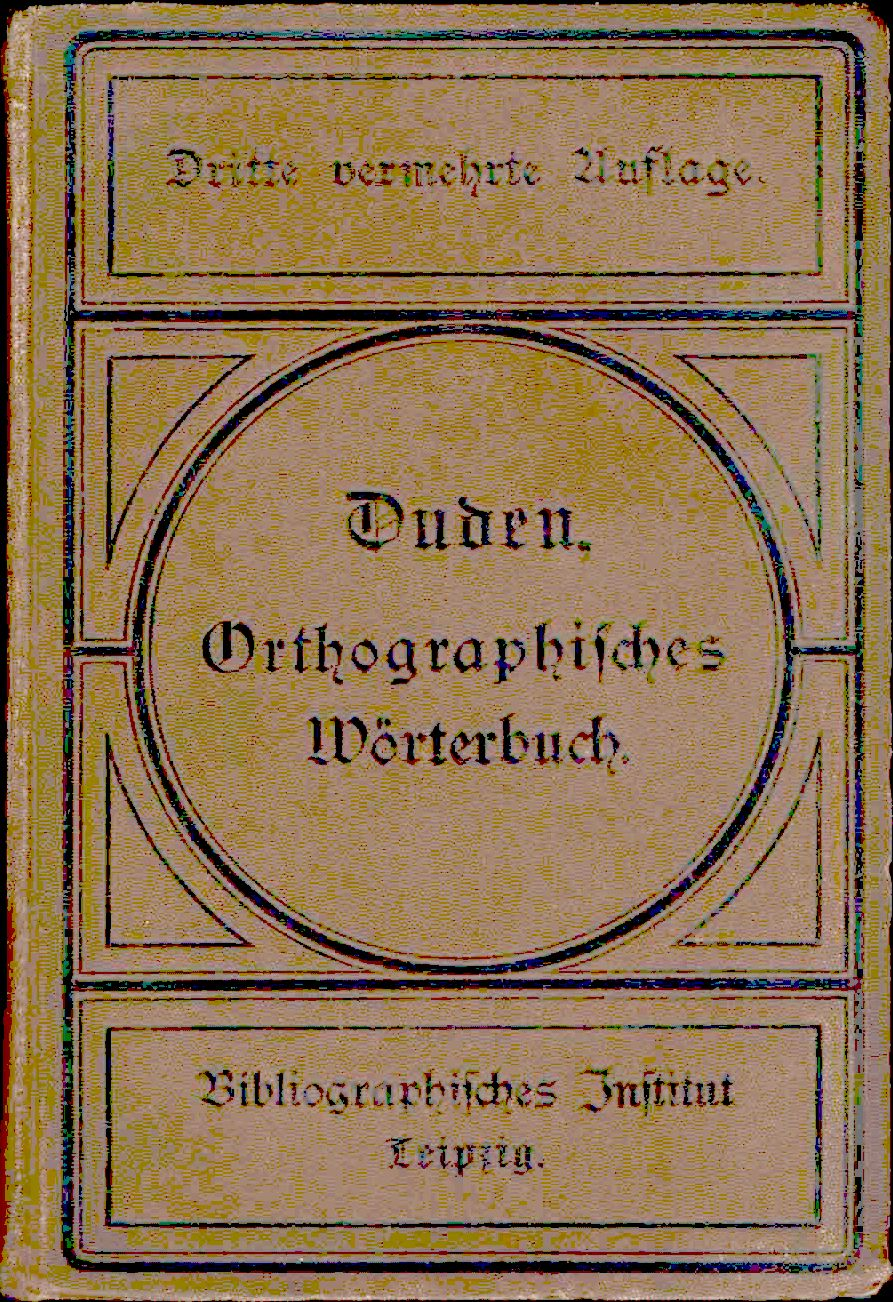
جلد یکم دودن، چاپ ۱۸۹۱

کتاب دودن (به آلمانی: Duden) لغت‌نامه زبان آلمانی و در عین حال و به صورت غیر مستقیم، کتاب قانون زبان آلمانی در رابطه با معناها، دستور خط، قواعد گویش و نگارش است. این کتاب حتی روش تصحیح متن‌ها و علامت‌گذاری غلط‌گیری را (توسط معلم یا ویراستار) قاعده مند می‌کند که خود این باز تابع قوانین استاندارد آلمان (DIN) است.
هیئت تحریریه کتاب دودن، در عمل تابع انستیتوی زبان آلمانی (Das Institut für Deutsche Sprache)، واقع در مانهایم است که شخصیتی قانونی داراست و وظیفه اش پرورش و نظارت بر زبان آلمانی است. در این سازمان، زبان شناسان کشورهای آلمان، اتریش، لیختن اشتاین، لوکزامبورگ و سوئیس همکاری دارند. از آنجا که کتاب دودن تمامی مصوبات این انستیتو را بازدهی می‌کند آن را کتاب قانون زبان آلمانی می‌نامند که در حقیقت نمی‌تواند باشد چون سازمانی است تجاری.
دودن در سال ۱۸۸۰ میلادی برابر ۱۲۵۹ خورشیدی بدست یک معلم دبیرستان آلمانی، به نام کنراد دودن منتشر شد. نام شرکت تجاری نشر این کتاب «بنگاه دودن» است و به‌طور رسمی Bibliographisches Institut GmbH نام دارد. مرکز شرکت در شهر مانهایم قرار دارد. این بنگاه سری دوازده جلدی دودن را بیرون می‌دهد و هر جلد ویژه مبحث جداگانه‌ای است، از جمله جلد یک: که در بالا یاد شد، جلد دو: شیوه نگارش، جلد سه: لغت‌نامه مصور، جلد چهار: دستور زبان، جلد پنج: فرهنگ لغات خارجی، جلد هفت: تبارشناسی واژگان (اتیمولوژی)، جلد نه: با تیتر ثانویه "موارد شک" (سئوال برانگیز) در زبان آلمانی در بیش از ۹۰۰ صفحه.
جدیدترین چاپ جلد یکم دودن (از دید امروز، تیر ماه ۱۳۹۲)، چاپ بیست و ششم، متعلق به سال ۲۰۱۳ میلادی است. در این نسخه تقریباً ۱۴۰۰۰۰ لغت در ۱۲۱۶ صفحه آورده شده و نسبت به چاپ قبلی، متعلق به سال ۲۰۰۹ پنج هزار لغت جدید دارد.
آلمان شرقی سابق در دوران کمونیستی، کتاب دودن ویژه خود را داشت و کلمات حساس را (مثلاً کاپیتالیسم و غیره) از دید ایدئولوژیکی دیگری تعریف کرده بود.